# Râul Vladimir
Râul Vladimir este un afluent al râului Gilort.